# Réunion-Seepferdchen
Das Réunion-Seepferdchen (Hippocampus borboniensis) ist eine Art aus der Gattung der Seepferdchen.

## Merkmale
Die Seepferdchenart erreicht eine Länge von maximal 14 cm. Die Färbung schwankt zwischen einem grünbraun mit gelben Punkten mit marmoriert gebrochenen Linien im Kopfbereich und einfarbig dunkel. In der Regel sind die Exemplare aus tieferem Wasser sehr bunt, rein weiß bis rötlichbraun oder zeigen ein deutlich sichtbares Streifenmuster und besitzen keine fadenförmige Anhänge, während die im Flachwasser lebenden Tiere schlichter gefärbt und teilweise von Algen bewachsen sind, die die Zeichnung zusätzlich verbergen. Die Rückenflosse wird von 16 bis 18 Flossenstrahlen gestützt.

## Vorkommen und Lebensweise
Hippocampus borboniensis kommt vor den Inseln Madagaskar, Mauritius und Réunion sowie vor der ostafrikanischen Küste von Südafrika, Mosambik und Tansania vor. Es lebt dort vorwiegend in 5 bis 60 m Meerestiefe auf weichen Böden, an Schwämmen und in Seegraswiesen. Meldungen von Vorkommen bei den Malediven oder aus dem Westpazifik beruhen auf Verwechslungen mit Hippocampus kuda.